# Rebreuviette
Rebreuviette là một xã trong tỉnh Pas-de-Calais, vùng Hauts-de-France, Pháp.

## Địa lý
Rebreuviette nằm bên hai bên bờ sông Canche, 18 dặm (29 km) phía tây Arras, tại giao lộ của các tuyến đường D53 và D339.

## Dân số
| 1962                                                              | 1968 | 1975 | 1982 | 1990 | 1999 | 2006 |
| ----------------------------------------------------------------- | ---- | ---- | ---- | ---- | ---- | ---- |
| 291                                                               | 298  | 270  | 244  | 248  | 242  | 256  |
| Số liệu điều tra dân số tính từ năm 1962, dân số chỉ tính một lần |      |      |      |      |      |      |

## Địa điểm nổi bật
- Nhà thờ St. Vaast, thế kỷ 16.
- An 18th century chapel.